# Heinrich Kaan
Heinrich Kaan (ros. Генрих Каан, ur. 8 lutego 1816 w Wiedniu, zm. 24 maja 1893 tamże) – rosyjski lub austriacki lekarz uzdrowiskowy i położnik, homeopata, radca cesarski. Autor monografii poświęconej seksuologii, za sprawą której uważany jest za jednego z pionierów tej dziedziny.

## Życiorys
Ukończył Akademisches Gymnasium w Wiedniu. Od 1832 do 1834 studiował filozofię, od 1834 do 1839 medycynę na Uniwersytecie Wiedeńskim. Prawdopodobnie w roku 1838/39 studiował także na Uniwersytecie w Padwie. 9 czerwca 1840 roku ukończył studia, 21 listopada tego roku zdał rigorosum. Po przedstawieniu dysertacji doktorskiej wyjechał do Sankt Petersburga i praktykował w tamtejszym szpitalu kobiecym, a także w szpitalu dla chorych na tyfus. W 1850 roku wrócił do Austrii; przez kilka miesięcy praktykował w Szpitalu Sióstr Miłosierdzia we Lwowie. Między 1851 a 1864 przebywał w Meranie, Fusch i Innsbrucku. W 1862 albo 1864 osiadł w uzdrowiskowej miejscowości Ischl, gdzie praktykował co najmniej do 1888. Zmarł w 1893 roku w Wiedniu z przyczyn naturalnych.
Należał do licznych towarzystw naukowych, m.in. Geognostisch-Montanistische Verein für Tirol und Vorarlberg.
Pozostawił wdowę i dwójkę dzieci, syna Hansa, również lekarza, i nieznaną z imienia córkę.

## Dorobek naukowy
W 1843 roku w Lipsku ukazała się monografia Kaana poświęcona zaburzeniom płciowym, Psychopathia sexualis. 43 lata później ten sam tytuł wybrał dla swojej pracy Krafft-Ebing. W książce Kaana obraz zaburzeń płciowych był zgodny z duchem epoki, a najwięcej uwagi poświęcono szkodliwości masturbacji. Mimo to praca ta zajmuje ważną pozycję w historii seksuologii. Niedawno łaciński tekst rozprawy Kaana udostępniono w niemieckim tłumaczeniu.

## Lista prac
- De alcaloidibus. Med. Diss., Universität Wien, 1840
- Psychopathia sexualis. Lipsiae: Voss, 1844 124 ss.
- Versuch einer topographisch-medicinischen Skizze von Meran. Innsbruck: Wagner'sche Buchhandlung, 1851. 44 ss.
- Gedanken eines Arztes über die Cholera als Weltseuche. Innsbruck: Wagner'sche Buchhandlung; 1854. 50 ss.
- Die Homöopathie in Tirol. Homöopathische Vierteljahrschrift 7, s. 325 (1856)
- Beiträge zur Gynaekologie. Homöopathische Vierteljahrschrift 8, ss. 85-97 (1857)
- St. Wolfgang in der Fusch. Prager Medicinische Monatschrift ss. 71-73 (1864)
- Klimatisch-therapeutische Kuren. Wiener Medizinal-Halle s. 228, 468, 479 (1862)
- Zur Lehre des Merkurialismus. Medicinisch-chirurgische Rundschau 3 ss. 1-20 (1862)
- VII. Balneologische Skizzen. Homöopathische Vierteljahrschrift (1863)
- XII. Balneologische Skizzen (Fortsetzung). Homöopathische Vierteljahrschrift (1863)
- Beitraege zur Gynaekologie. Homöopathische Vierteljahrschrift (1863)
- Aus dem Tagebuche eines Arztes. Prager Medicinische Monatschrift 12 (1864)
- Vorschläge zur Regelung der Prostitution. Wiener medizinische Wochnschrift 14, s. 27 (1864)
- Non multa sed multum. Homöopathische Vierteljahrschrift 16 (1865)
- Der Curgast in Ischl. Wien: Wilhelm Braumüller; 1864. 2., umgearb. Aufl. Wien: Wilhelm Braumüller; 1868. VI, 118 ss.
- Rückblick auf die Kursaison in Ischl vom Jahre 1863. Wien. Med.-Halle 5, s. 189 (1864)
- Ischl und Umgebung. Wien: Wilhelm Braumüller; 1875. 96 ss. (3., verm. u. verb. Aufl. von Der Curgast in Ischl)
- Ischl et ses environs. Vienne: Guillaume Braumüller; 1879. 91 ss
- La Suisse autrichienne. Excursions aux pays des Alpes. Gratz: Francis Pechel; o.J. [um 1880]. 57 ss.
- Die Kurkommission von Ischl. Ischler Wochenblatt 10, 4, s. 4 (1882)
- Der Vater von Ischl. Ischler Wochenblatt 10 (5), s. 1 (1882)
- Bauer und Bürger. Ischler Wochenblatt, 10 (9), s. 3 (1882)
- Der Curgast in den Alpenländern. Vademecum für Reisende und Touristen. Graz: F. Ferstl'sche Buchhandlung (Franz Pechl); 1882 (d). 63 S. 2., verb. Aufl. Graz: Carl Huber 1882 63 ss.
- Der Vater von Ischl. Zum 8. März. Ischler Wochenblatt 13 (10), s. 2 (1885)